# کاتوکینو
کاتوکینو (به لاتین: Kautokeino) یک منطقه شهری در نروژ است که در فینمارک واقع شده‌است.

## خصوصیات
کاتوکینو ۹٬۷۰۷٫۳۵ کیلومترمربع مساحت و ۲٬۹۳۱ نفر جمعیت دارد.